# Maman a disparu
Pour plus de détails, voir Fiche technique et Distribution.
Maman a disparu est un téléfilm français réalisé par François Basset, diffusé le 14 mars 2023 sur France 3. Maman a disparu  a reçu le Prix du polar Excellence pyrénéenne au Festival de la télévision de Luchon en 2022.

## Synopsis
Un squelette enveloppé dans une bâche, remonte à la surface d’un lac. 
Louise, vétérinaire, vit avec sa mère qui commence à perdre la mémoire dans un petit village des montagnes pyrénéennes. Un matin, alors qu’elle soigne un mouton dans une ferme, l’aide de sa mère l’appelle : « Caroline a disparu ». Très vite la gendarmerie est prévenue et lance des recherches. La sœur de Louise, Céline, revient pour suivre les recherches. Elles éditent et collent des affiches de disparition. Elles pensent que leur mère n’a pas disparu sans raison.
Un automobiliste indique avoir pris en autostop leur mère et l’avoir déposée en pleine forêt. L’inquiétude grandit. Entre les deux sœurs, il y a de lourds non-dits, des caractères opposés, la mort de leur père alors qu’elles étaient jeunes : Louise reste sur l’idée que son père s’est suicidé, Céline pressent une autre raison. Les éléments du passé affluent. La disparition mystérieuse d’un photographe chilien, qui s’avère être le cadavre du lac, mort d’une balle de 9 mm.
Petit à petit, le lien entre leur mère et le photographe se fait et ramène un lourd passé autour de la mort du père, qui avait été provoquée.
Mère et filles se retrouveront en final, resserrées par ce passé douloureux.

## Fiche technique
Producteurs : François Aramburu
- Réalisateur : François Basset
- Scénario : Matthieu Savignac
- Pays :  France
- Durée : 90 minutes

## Distribution
- Claire Borotra : Louise Daguerre
- Claire Keim : Céline Daguerre
- Nicole Calfan : Caroline Daguerre, la maman
- Loup-Denis Elion : Capitaine Mercier, gendarmerie
- Jean-Michel Noirey : Jérémy, restaurateur
- Brigitte Aubry : Mathilde, épouse de Jérémy
- Eva Lallier : Ondine, l’étudiante, aide de vie
- Yann Sundberg : Richard, l’ex de Louise
- Fabien Mairey : le colosse
- Françoise Cheritel : Femme de Cochise
- Julie Hercberg : Julie, la serveuse
- Frédéric Kneip : Alexandre Daguerre, le père
- Hugo Lopez : L'homme dégarni dans le restaurant
- Albert Goldberg : Antonio Gomez

## Lieux de tournage
Le tournage a eu lieu au Pays Basque, sur les communes de Lasse, Bidarray, Saint-Etienne-de-Baïgorry, Itxassou, Saint-Jean-Pied-de-Port ainsi qu’en forêt d’Iraty et au lac de Soule.

## Audience
La diffusion du 14 mars 2023 sur France 3 a réuni 4 300 000 téléspectateurs soit 23 % de part d’audience ce soir-là.